# Oncidium hydrophilum
Oncidium hydrophilum  es una especie de orquídea epifita. Es nativa de Brasil y Paraguay.

## Descripción
Es una orquídea de un tamaño mediano a grande, epífita con pseudobulbo liso, de color verde oscuro, ovoide que está envuelto basalmente en su juventud por vainas como de papel. Tiene 2 hojas coriáceas, en forma de cinta, erectas, de color verde oscuro. Florece en la primavera y principios del verano en una inflorescencia erecta de 200 cm de largo, con muchas flores sostenidas por los matorrales de su alrededor.

## Distribución y hábitat
Se encuentra en los estados de Minas Gerais, Goiás, Bahía, Río de Janeiro, y Brasilia de Brasil en alturas entre 600 y 1250 metros. 

## Taxonomía
Oncidium hydrophilum fue descrita por João Barbosa Rodrigues  y publicado en Genera et Species Orchidearum Novarum 1: 92. 1877.
Etimología
Ver: Oncidium, Etimología
hydrophilum: epíteto latíno que significa "que le gusta la humedad".
Sinonimia
- Oncidium hydrophilum var. immaculatum L.C. Menezes (1991)
- Oncidium hydrophilum f. immaculatum (L.C. Menezes) Christenson (1996)
- Ampliglossum hydrophilum (Barb.Rodr.) Campacci (2006)
- Coppensia hydrophila (Barb.Rodr.) Campacci (2006)[3][4][5]